# The Videos 1989-2004
Pour plus de détails, voir Fiche technique et Distribution.
The Videos 1989-2004 est un DVD contenant toutes les vidéos de Metallica réalisées entre 1989 et 2004. Il est sorti le 4 décembre 2006 dans le monde entier et le 5 décembre en Amérique du Nord. Il fut vendu 28 000 copies lors de la semaine de sa sortie. Le DVD est édité par Warner Bros. Records, cependant, ce n'est mentionné nulle part ailleurs que sur la jaquette et le DVD lui-même. Les crédits sont donnés à Elektra Entertainment et à E/M Ventures dans le livret.

## Liste des pistes
1. One (7:41)
2. Enter Sandman (5:28)
3. The Unforgiven (6:21)
4. Nothing Else Matters (6:24)
5. Wherever I May Roam (6:05)
6. Sad but True (5:26)
7. Until It Sleeps (4:32)
8. Hero of the Day (4:30)
9. Mama Said (4:51)
10. King Nothing (5:26)
11. The Memory Remains (4:37)
12. The Unforgiven II (6:33)
13. Fuel (4:35)
14. Turn the Page (5:49)
15. Whiskey in the Jar (4:43)
16. No Leaf Clover (5:33)
17. I Disappear (4:28)
18. St. Anger (5:50)
19. Frantic (4:55)
20. The Unnamed Feeling (5:29)
21. Some Kind of Monster (4:28)

### Bonus
- 2 of One - Introduction (5:43)
- One (Jammin' Version) (5:05)
- The Unforgiven (Theatrical Version) (11:29)
- Some Kind of Monster - Film Trailer (2:27)

## Crédits techniques
- Andie Airfix (Satori) - Design de la jaquette
- Michael Agel - Photo du groupe
- Mixé au The Document Room, Malibu, CA
- Kevin Shirley - Surround Mix
- Drew Griffiths - Ingénieur
- Jared Kvitka - Ingénieur assistant
- Bob Ludwig (Gateway Mastering) - Surround Audio Mastering
- Ted Jensen (Sterling Sound) - Stereo Audio Mastering
- David May - Producteur du DVD
- Seann Cowling - Producteur associé du DVD
- Raena Winscott - Producteur associé du DVD
- Ted Hall (POP Sound) - Mixage de Post Production
- Jason Talton (POP Sound) - Assistant de Mixage Post Production
- Sean Donnelly - Design du Menu DVD
- Jim Atkins (Media Services Group) - DVD Authoring
- Q Prime Inc. - Management

## Chart Positions
| Year | Chart                | Position |
| ---- | -------------------- | -------- |
| 2006 | Billboard Top Videos | #3       |